# 茅道林
茅道林（英語：Daniel Mao，1963年1月10日—），中华人民共和国企業家，原新浪首席執行官，現任成為資本高級顧問。

## 生平
1985年毕业于上海交通大学計算機科學與工程系，1987年留学美国，後获斯坦福大学工程經濟暨作業研究系硕士。1993年加入华登国际投资集团，曾任該集团副总裁，负责华登集团在中国和美国的投资业务。1999年年初加盟四通利方公司（新浪網前身）擔任營運長，2001年升至執行長。2003年辭去新浪董事長和陽光傳媒董事一職，並變賣新浪價值4500萬美金股份。妻子胡海青是原中共中央總書記胡锦涛之女。

## 家庭
- 妻子：胡海青（1973年12月—），胡錦濤女兒
- 岳父：胡錦濤（1942年12月21日－)，原中國共產黨中央委員會總書記、國家主席、中央軍委主席。